# Хорвати в Норвегії
Хорвати в Норвегії (хорв. Hrvati u Norveškoj) — збірна назва громадян Норвегії та інших жителів цієї держави з повним або частковим хорватським походженням.

## Чисельність
За підрахунками, в Королівстві Норвегія проживає 2000 хорватів та їхніх нащадків. Останніми роками спостерігається незначне збільшення кількості хорватів у Норвегії, але не стільки з причини еміграції з Хорватії, а радше внаслідок природного приросту, тобто народження третього покоління хорватів Норвегії.

## Історія
Перші переселенці хорватського походження з'явилися в Норвегії у першій половині ХХ століття у рамках масової еміграції хорватів до заморських країн.
У значній кількості хорвати вперше іммігрували в Норвегію після Другої світової війни. Більшість із них були хорватами з тих земель, що входили до складу Югославії. Вони здебільшого прибували малими групами. Ця імміграція тривала протягом 1950-х і на початку 1960-х років. Переважну частку переселенців становили хорватські політичні емігранти, особливо біженці, які залишили рідний край через незгоду з тодішнім режимом або самою конституцією держави. Причинами еміграції були і відсталість та злидні держави, яка потерпала від жахливої економічної політики.
Друга велика хвиля імміграції хорватів, яка відбувалася наприкінці 1960-х — на початку 1970-х була чисельно найбільшою. Її спричинили провал економічної реформи, поганий стан ринку праці на батьківщині та югославська комуністична політика цілеспрямованого економічного знищення хорватських земель, яка супроводжувалася лібералізацією у питанні видачі хорватам закордонних паспортів. Під виглядом ліберальної та відкритої політики щодо Заходу (де ринок праці бурхливо розвивався) та свободи пересування населення проводилася політика, що стимулювала еміграцію хорватів (які потім, відправляючи грошові перекази додому, фінансували режим, який же їх і спонукав до еміграції), що загрожувало генофонду хорватської нації на батьківщині через зменшення кількості та відсотка хорватів. Серед груп, які емігрували в Норвегію, значна група походила з району Нової Градишки. Більшість емігрантів були хорватами з північно-східної Хорватії, але були також хорвати з південної та північно-західної Хорватії, Ліки, узбережжя Рієки тощо.
У 1990-х роках виникла нова хвиля імміграції хорватів у Норвегію, зумовлена великосербською агресією проти Хорватії та Боснії і Герцеговини.

## Географічний розподіл
Більшість хорватів іммігрували в Осло. Розселення хорватів також відзначається по всіх великих містах.

## Культурне життя
З 10 березня 1989 року в Осло діє асоціація «Хорватська громада в Норвегії» (хорв. Hrvatska zajednica u Norveškoj, норв. Kroatisk Forbund i Norge). Вона надавала виняткову гуманітарну допомогу та організовувала доставку допомоги в Хорватію під час війни за незалежність. Громадяни Республіки Хорватія також гуртуються в Хорватському культурному товаристві Зринський і Франкопан з Осло та Товаристві норвезько-хорватської дружби. Хорватська громада в Норвегії є водночас норвезьким відділенням Хорватського світового конгресу. Вона є головним організатором діяльності хорватів у Норвегії: спортивної, культурної, суспільної, а особливо роботи над визнанням Хорватії як незалежної держави.
В Осло діє Хорватська католицька місія. Вона видає газету Listić. Святі меси хорватською мовою проводяться щотижня або що два тижні в Ашімі та Моссі.

## Освіта
При одній із хорватських асоціацій Хорватській громаді в Осло працює школа з хорватською мовою викладання. Її бюджет фінансує Міністерство науки та освіти Хорватії. Заняття хорватською, станом на 2016 рік, відвідували 40 учнів, викладав один учитель, а проводилися вони двічі на тиждень.
В університеті Осло викладаються хорватська мова та література. Цей курс не підпадає під юрисдикцію Міністерства науки та освіти Хорватії.

## Спорт
Із 1973 року працює хорватський футбольний клуб Croatia Oslo — найстаріше з організованих хорватських товариств у Норвегії. А вже з ініціативи цього футбольного клубу було свого часу засновано головну відповідальну за діяльність хорватів у Норвегії організацію — Хорватську громаду в Норвегії.

## Відомі хорвати Норвегії
Відомі особи хорватського походження:
- Іван Поляц — перший голова Хорватської громади в Норвегії [3]
- Мато Грубишич — футболіст
- Владимир Дроздяк/Дрождек — диригент, керівник хору[5][6]